# 黄瓶子草
黄瓶子草（学名：Sarracenia flava）为瓶子草属食虫植物。其种加词“flava”来源于拉丁文，意为“黄色的”。其分布于美国东南部沿海。

## 形态特征
黄瓶子草捕虫瓶的长度可超过1米，但大部分长50厘米。
黄瓶子草的花朵直径4至7厘米。花瓣带状，末端圆，长约3至5厘米。大部分花朵的花瓣为黄色，少数具淡红色脉纹或斑点。萼片和伞状雌蕊为黄绿色。花茎长约50厘米。

### 原变种
黄瓶子草原变种（S. flava var. flava）的捕虫瓶长40至70厘米，少数植株可出现长达100厘米的捕虫瓶。捕虫瓶直立，下部细长，上部靠近瓶盖处为漏斗形。瓶盖为圆形。翼宽2至8毫米，上部较窄，下部较宽。捕虫瓶主要为黄绿色，少数在捕虫瓶背面或瓶口附近具紫红色斑块。瓶盖下表面具紫色或红色的网纹。黄瓶子草原变种于夏季会出现非食虫性剑形叶。

### 暗紫色变种
黄瓶子草暗紫色变种（S. flava var. atropurpurea）的变种名“atropurpurea”来源于拉丁文“ater”和“purpurea”，意为“暗紫色”，指其捕虫瓶的颜色。黄瓶子草暗紫色变种瓶口内侧及瓶盖下表面具暗紫色脉纹。瓶盖为红色。但其需要每天10小时以上的光照，才能使植株呈现出这样的色彩，否则其捕虫瓶仅略偏红。其剑形叶也可为红色。

### 铜帽变种
黄瓶子草铜帽变种（S. flava var. cuprea）的变种名“cuprea”来源于拉丁文，意为“铜色”，指其瓶盖上表面的颜色。黄瓶子草铜帽变种捕虫瓶主要为黄绿色，并具紫色脉纹，特别是在瓶口内侧及瓶盖下表面。其瓶盖上表面为铜色至暗红色。

### 大型变种
黄瓶子草大型变种（S. flava var. maxima）的变种名“maxima”来源于拉丁文，意为“大”。但实际上该变种并不比其他变种更为大型。黄瓶子草大型色变种缺失红色色素，捕虫瓶为纯黄绿色。发育中的捕虫笼略呈橙色。

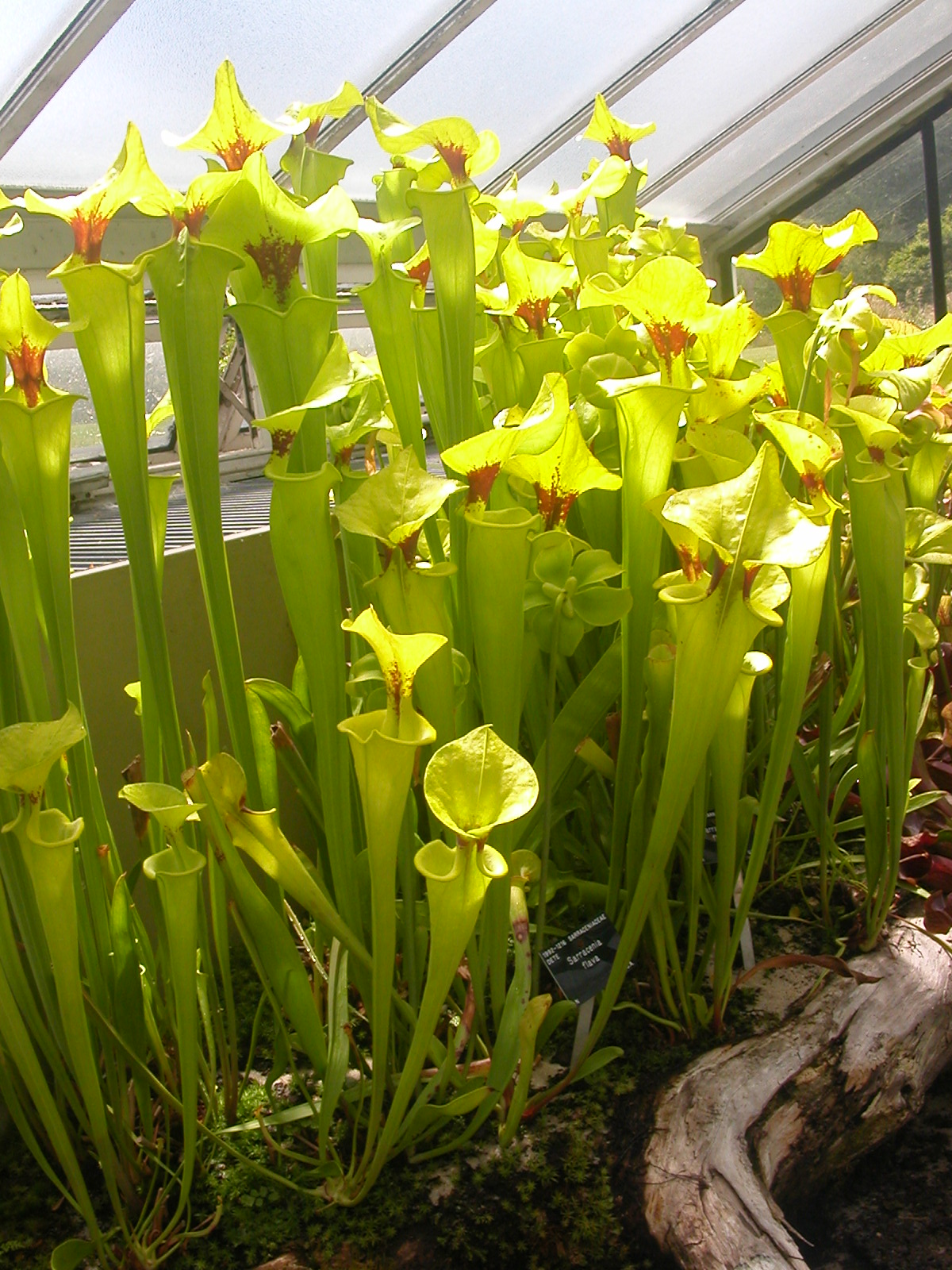
黄瓶子草拉吉尔变种

### 华丽变种
黄瓶子草华丽变种（S. flava var. ornata）的变种名“ornata”来源于拉丁文“ornate”，意为“华丽的，出色的”，指其捕虫瓶的绚丽色彩。黄瓶子草华丽变种的捕虫瓶为黄绿色，并具有红色或紫色脉纹，常出现于瓶盖及瓶盖处。部分植株瓶盖内侧为橙色、红色或紫色。

### 红管变种
黄瓶子草红管变种（S. flava var. rubricorpora）的变种名“rubricorpora”来源于拉丁文“rubra”和“ corpus”，意为“红色的身体”，指其捕虫笼的颜色。黄瓶子草红管变种捕虫瓶的颜色高度可变。其瓶身通常为纯红色，也可为铜色、猩红色、深红色或紫色。瓶盖通常为黄色，并具有红色的脉纹，部分植株的瓶盖无红色脉纹，为纯黄色。瓶口内侧存在紫色脉纹或斑块。瓶盖和瓶口可具大量脉纹使之几乎为纯红色。部分植株捕虫瓶基部略呈蓝紫色。黄瓶子草红管变种仅于充足光照的条件下才能呈现出其红色的外表，否则其仅为红绿色。强光条件下，其剑形叶也可呈红色。该变种少侧芽，多仅一个顶芽生长。

### 拉吉尔变种
黄瓶子草拉吉尔变种（S. flava var. rugelii）的变种名“rugelii”来源于19世纪植物学家费迪南德·拉吉尔（Ferdinand Rugel）。黄瓶子草拉吉尔变种瓶口内侧具紫红色板块，而捕虫瓶其余部分为纯黄绿色。生长于强光环境下的植株其捕虫笼可变为金黄色。其捕虫瓶通常可长达80厘米。黄瓶子草拉吉尔变种常与其他瓶子草杂交，特别是白瓶子草（S. leucophylla）。

## 分布范围

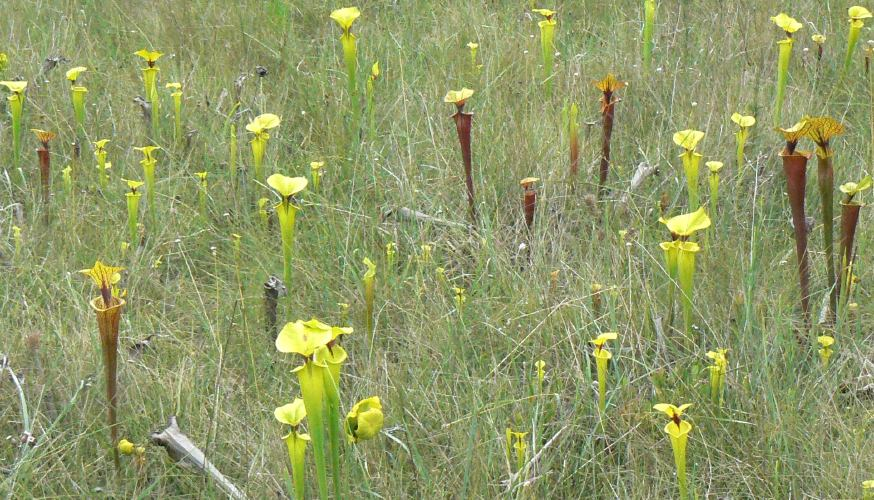
原生地中的黄瓶子草

黄瓶子草分布于弗吉尼亚州东南部、北卡罗莱纳州、南卡罗来纳州、佐治亚州、佛罗里达州西部和阿拉巴马州东南部。此外，其在北卡罗莱纳州西北部的内陆地区还存在孤立分布地。

## 种下类群
黄瓶子草是瓶子草属内变种最多的物种，已描述和命名了许多颜色上的变种，但大部分变种捕虫的结构与原变种一致。
黄瓶子草原变种分布于黄瓶子草分布范围北部的北卡罗来纳州和弗吉尼亚州。黄瓶子草暗紫色变种常见于佛罗里达州。黄瓶子草铜帽变种主要分布于弗吉尼亚州、北卡罗来纳州、南卡罗来纳州和佐治亚州。黄瓶子草大型色变种主要分布于在北卡罗来纳州、南卡罗来纳、弗吉尼亚州和格鲁吉亚。黄瓶子草华丽变种广泛分布于黄瓶子草整个分布范围。黄瓶子草红管变种分布于黄瓶子草分布范围南部，主要为佛罗里达州北部地区。黄瓶子草拉吉尔变种常见于黄瓶子草分布范围的西南部，特别是佛罗里达走廊及阿拉巴马州，少见于佐治亚州、南卡罗来纳州、北卡罗来纳州和弗吉尼亚州。